# Xã Limestone, Quận Lycoming, Pennsylvania
Xã Limestone (tiếng Anh: Limestone Township) là một xã thuộc quận Lycoming, tiểu bang Pennsylvania, Hoa Kỳ. Năm 2010, dân số của xã này là 2.019 người.